# Fezile Mbi
Fezile Mbi, född 1916 i East London, död okänt år, var en sydafrikansk författare, guldgruvearbetare, fackföreningsman och strejkledare.

## Biografi
Mbi vägrades uppehållstillstånd i East London 1947 och blev därefter ledare för ANC:s ungdomsrörelse i Port Elizabeth. År 1952, under kampanjen av passivt motstånd mot apartheidregimen, hamnade han, hans hustru och deras ettårige son i fängelse då de vägrade betala böter för överträdelse av raslagarna. Mbi bannlystes från Port Elizabeth 1953 och arbetade därefter i en telefonväxel utanför Alice i Kapprovinsen.
Mbis novell "The Family Boy" vann 1956 en novelltävling i tidningen New Age. Den publicerades på svenska som "Mannen i familjen" i Afrika berättar 1961, i översättning av Olov Jonason.